# Alexander Schmidt (calciatore)
Alexander Schmidt (Vienna, 19 gennaio 1998) è un calciatore austriaco, attaccante dell'Admira Wacker M..

## Caratteristiche tecniche
È un centravanti.

## Carriera

### Club
È cresciuto nel settore giovanile del Salisburgo, ha esordito fra i professionisti il 1º novembre 2016 disputando con il Liefering l'incontro di Erste Liga perso 5-3 contro l'Austria Lustenau.

### Nazionale
Ha giocato nelle nazionali giovanili austriache Under-17 ed Under-21.

## Statistiche
Statistiche aggiornate al 21 ottobre 2019.

### Presenze e reti nei club
| Stagione        | Squadra         | Campionato      | Campionato | Campionato | Coppe nazionali | Coppe nazionali | Coppe nazionali | Coppe continentali | Coppe continentali | Coppe continentali | Altre coppe | Altre coppe | Altre coppe | Totale | Totale | Totale |
| Stagione        | Squadra         | Comp            | Pres       | Reti       | Comp            | Pres            | Reti            | Comp               | Pres               | Reti               | Comp        | Pres        | Reti        | Pres   | Reti   |        |
| --------------- | --------------- | --------------- | ---------- | ---------- | --------------- | --------------- | --------------- | ------------------ | ------------------ | ------------------ | ----------- | ----------- | ----------- | ------ | ------ | ------ |
| 2016-2017       | Liefering       | 1L              | 6          | 0          | CA              | 0               | 0               |                    | -                  | -                  |             | -           | -           | 6      | 0      |        |
| 2017-2018       | Liefering       | 1L              | 17         | 4          | CA              | 0               | 0               |                    | -                  | -                  |             | -           | -           | 17     | 4      |        |
| 2018-2019       | Liefering       | 1L              | 13         | 4          | CA              | 0               | 0               |                    | -                  | -                  |             | -           | -           | 13     | 4      |        |
| 2019-2020       | Wolfsberger     | BL              | 10         | 0          | CA              | 1               | 0               | UEL                | 2                  | 0                  |             | -           | -           | 13     | 0      |        |
| Totale carriera | Totale carriera | Totale carriera | 46         | 8          |                 | 1               | 0               |                    | 2                  | 0                  |             | -           | -           | 49     | 8      |        |

## Palmarès

### Club

#### Competizioni giovanili
- UEFA Youth League: 1

Salisburgo: 2016-2017